# Tanajske ploče
Tanajske ploče su dva epigrafska natpisa iz 3. stoljeća koje je 1853. godine pronašao ruski arheolog Pavel Mihailovič Leontjev u gradu Azovu u Rusiji koji se tada zvao Tanais. Danas se čuvaju u muzeju Ermitaž u Sankt-Peterburgu. Ploče su spomen-ploče postavljene prilikom građevinskih radova u gradu. U njima se spominju osobna imena Horoúathos, Horoáthos i Horóathos (Χορούαθ[ος], Χοροάθος, Χορόαθος) za koja se vjeruje da su antroponimi hrvatskoga imena poput današnjih osobnih imena Hrvatin ili Hrvoje. U jednom od natpisa Horoáthos (Χοροάθος) se spominje kao sin od Sandarza što je iransko ime. Zbog toga postoje snažne naznake da su Hrvati tada bili iranski narod koji se u nadolazećim stoljećima poslavenio kao i to da je etnonim Hrvat iranskog podrijetla.

## Tanajske ploče i identitet Hrvata
Još pred više od dva stoljeća, na Kraljevskoj akademiji u Zagrebu (1797.), tragom Plinijeve teze (»Na rijeci Tanaisu stanuju Sarmati, potomci, kaže se, Medijaca, i sami razgranjeni na mnoge rodove«, Hist. nat. 6, 7), Josip Mikoczy-Blumenthal (1734. – 1800.), jedan od pionira hrvatske »kritičke povjesnice«, obranio je doktorsku tezu o podrijetlu starovjekovnih Hrvata od Medijaca iz zapadnoga Irana, koji su potom jezično slavizirani u Europi. Nakon uspostave prve Jugoslavije (1918.), ova je »nepodobna« disertacija iz Arhiva JAZU uklonjena i bez traga »nestala«. Ipak, još početkom 20. stoljeća, usuprot plitkih povjesnih temelja slavistike, tanajska su svjedočanstva položila čvršće temelje tzv. iranske teorije. Naime, glede činjenice, da je ime Horoat-Horvat bilo iransko i cijela etnička sredina, iz koje je proizašlo, također iranska, među povjesničarima i filolozima postupno sve više prevladavalo je mišljenje, da je negdje u blizini u porječju Dona i na obalama Crnog mora moralo stanovati iransko pleme Protohrvata.

## Poveznice
- Iranska teorija o podrijetlu Hrvata
- Behistunski natpisi

## Vanjske poveznice
- (hrv.) "Javni natpisi s dviju mramornih ploča iz grčkog grada Tanaisa na ušću Dona u Azovsko more", dr. Ante Škegro
- (engl.) "Two public inscriptions from the Greek colony of Tanais at the mouth of the Don river on the Sea of Azov", dr. Ante Škegro